# لئونارد وولی
لئونارد وولی (انگلیسی: Leonard Woolley; ۱۷ آوریل ۱۸۸۰ – ۲۰ فوریهٔ ۱۹۶۰) یک باستان‌شناس بریتانیایی بود که در اور در میان‌رودان به کاوش می‌پرداخت. روش کاوش، نت برداری و بازسازی اشیا و زندگی گذشتگان از جمله نکات ویژهٔ روش کاوش او است.
او در ۱۹۳۵ برای کاوش‌هایش برندهٔ لقب شوالیه شد.
وولی بیش از همه به خاطر اکتشافات پیشگامانه خود در ایالت-شهر باستانی بین النهرین، واقع در عراق امروزی، که شامل مقبره های شگفت‌انگیز سلطنتی سومری و گاو مسی باشکوه، مجسمه ای که قدمت آن به 2600 سال قبل از میلاد برمی‌گردد و به افتخار نینهورساگ، الهه مادر سومری باستان مشهور است.